# Xystrocera bomfordi
Xystrocera bomfordi là một loài bọ cánh cứng trong họ Cerambycidae.